# Copa Solidaridad de la AFC
La Copa Solidaridad de la AFC fue un torneo internacional de selecciones nacionales de fútbol pertenecientes a la Confederación Asiática de Fútbol (AFC). El certamen se realizaba cada cuatro años y está dirigido a las selecciones con el ranking más bajo de la AFC. Tuvo una sola edición en 2016, iba a tener una segunda edición en 2020, pero fue cancelada debido a la Pandemia de COVID-19 y posteriormente en 2023 fue abolida. 
La Copa Solidaridad fue creada por la AFC en el año 2016 con la finalidad de darle la oportunidad de disputar partidos internacionales a las selecciones de menor nivel dentro del contexto asiático. Este torneo era considerado como el reemplazante de la desaparecida Copa Desafío de la AFC que se realizó por última vez en el año 2014.

## Palmarés
| Año          | Sede                                  | Campeón                               | Final Resultado                       | Subcampeón                            | Tercer lugar                          | Resultado                             | Cuarto lugar                          |
| ------------ | ------------------------------------- | ------------------------------------- | ------------------------------------- | ------------------------------------- | ------------------------------------- | ------------------------------------- | ------------------------------------- |
| 2016 Detalle | Malasia                               | Nepal                                 | 1 – 0                                 | Macao                                 | Laos                                  | 3 – 2                                 | Brunéi                                |
| 2020 Detalle | Cancelado por la Pandemia de COVID-19 | Cancelado por la Pandemia de COVID-19 | Cancelado por la Pandemia de COVID-19 | Cancelado por la Pandemia de COVID-19 | Cancelado por la Pandemia de COVID-19 | Cancelado por la Pandemia de COVID-19 | Cancelado por la Pandemia de COVID-19 |

## Título por país
En la siguiente tabla se encuentran los equipos que han estado entre los cuatro mejores de alguna edición del torneo.
 En cursiva se indica el torneo en el que el seleccionado fue local.
| Equipo | Campeón  | Subcampeón | Tercer lugar | Cuarto lugar |
| ------ | -------- | ---------- | ------------ | ------------ |
| Nepal  | 1 (2016) |            |              |              |
| Macao  |          | 1 (2016)   |              |              |
| Laos   |          |            | 1 (2016)     |              |
| Brunéi |          |            |              | 1 (2016)     |

## Estadísticas

### Goleadores por edición
| Edición | Jugador                                             | Goles |
| ------- | --------------------------------------------------- | ----- |
| 2016    | Shah Razen Said Xaisongkham Champathong Niki Torrão | 4     |

### Máximos goleadores
| Goles | Jugador                 | Selección |
| ----- | ----------------------- | --------- |
| 4     | Shahrazen Said          | Brunéi    |
| 4     | Xaisongkham Champathong | Laos      |
| 4     | Niki Torrão             | Macao     |
| 2     | Azwan Ali Rahman        | Brunéi    |
| 2     | Khamphanh Sonthanalay   | Laos      |
| 2     | Sitthideth Khanthavong  | Laos      |
| 2     | Leong Ka Hang           | Macao     |
| 2     | Naranbold Nyam-Osor     | Mongolia  |
| 2     | Bimal Magar             | Nepal     |

## Clasificación general
Actualizado a la edición de 2016.
| Equipo | Equipo         | Part. | Pts | PJ | PG | PE | PP | GF | GC | Dif |
| ------ | -------------- | ----- | --- | -- | -- | -- | -- | -- | -- | --- |
| 1      | Laos           | 1     | 10  | 5  | 3  | 1  | 1  | 11 | 9  | +2  |
| 2      | Nepal          | 1     | 8   | 4  | 2  | 2  | 0  | 6  | 2  | +4  |
| 3      | Macao          | 1     | 8   | 5  | 2  | 2  | 1  | 8  | 5  | +3  |
| 4      | Brunéi         | 1     | 4   | 4  | 1  | 1  | 2  | 7  | 7  | 0   |
| 5      | Mongolia       | 1     | 3   | 3  | 1  | 0  | 2  | 3  | 5  | -2  |
| 6      | Sri Lanka      | 1     | 1   | 3  | 0  | 1  | 2  | 2  | 5  | -3  |
| 7      | Timor Oriental | 1     | 1   | 2  | 0  | 1  | 1  | 0  | 4  | -4  |